# إدوارد برادلي (كاتب)
إدوارد برادلي (بالإنجليزية: Edward Bradley) (25 مارس 1827 في المملكة المتحدة - 12 ديسمبر 1889)؛ روائي بريطاني. درس في جامعة درم.